# Kim Joon-tae (cầu thủ bóng đá)
Đây là một tên người Triều Tiên, họ là Kim.
Kim Joon-tae (tiếng Hàn: 김준태; Hanja: 金俊泰, sinh ngày 31 tháng 5 năm 1985) là một cầu thủ bóng đá Hàn Quốc thi đấu ở vị trí tiền vệ cho câu lạc bộ Hàn Quốc Seoul E-Land.
Anh khởi đầu sự nghiệp tại đội bóng tại Giải Quốc gia Hàn Quốc Changwon City FC. Ngày 17 tháng 11 năm 2009, Gangwon chọn anh tại đợt tuyển quân K League 2010. Trận đấu đầu tiên tại K League của anh là trước Seongnam Ilhwa Chunma ở Seongnam, khi Gangwon thất bại 0–3 trên sân khách vào ngày 27 tháng 2 năm 2010.
Vào tháng 7 năm 2010, anh trở về câu lạc bộ cũ, Changwon City FC.

## Thống kê sự nghiệp câu lạc bộ
Tính đến 28 tháng 3 năm 2013
| Thành tích câu lạc bộ | Thành tích câu lạc bộ | Thành tích câu lạc bộ  | Giải vô địch | Giải vô địch | Cúp     | Cúp       | Cúp Liên đoàn | Cúp Liên đoàn | Tổng cộng | Tổng cộng |
| Mùa giải              | Câu lạc bộ            | Giải vô địch           | Số trận      | Bàn thắng    | Số trận | Bàn thắng | Số trận       | Bàn thắng     | Số trận   | Bàn thắng |
| Hàn Quốc              | Hàn Quốc              | Hàn Quốc               | Giải vô địch | Giải vô địch | Cúp KFA | Cúp KFA   | Cúp Liên đoàn | Cúp Liên đoàn | Tổng cộng | Tổng cộng |
| --------------------- | --------------------- | ---------------------- | ------------ | ------------ | ------- | --------- | ------------- | ------------- | --------- | --------- |
| 2008                  | Changwon City FC      | Giải Quốc gia Hàn Quốc | 23           | 1            | 2       | 0         | –             | –             | 25        | 1         |
| 2009                  | Changwon City FC      | Giải Quốc gia Hàn Quốc | 22           | 7            | 0       | 0         | –             | –             | 22        | 7         |
| 2010                  | Gangwon FC            | K League               | 4            | 0            | 0       | 0         | 0             | 0             | 4         | 0         |
| 2010                  | Changwon City FC      | Giải Quốc gia Hàn Quốc | 12           | 4            | –       | –         | –             | –             | 12        | 4         |
| 2011                  | Changwon City FC      | Giải Quốc gia Hàn Quốc | 23           | 4            | 1       | 0         | 5             | 3             | 29        | 7         |
| 2012                  | Changwon City FC      | Giải Quốc gia Hàn Quốc | 26           | 9            | 1       | 0         | 3             | 1             | 30        | 7         |
| Tổng cộng             | Hàn Quốc              | Hàn Quốc               | 110          | 25           | 4       | 0         | 8             | 4             | 122       | 26        |
| Tổng cộng sự nghiệp   | Tổng cộng sự nghiệp   | Tổng cộng sự nghiệp    | 110          | 25           | 4       | 0         | 8             | 4             | 122       | 26        |

Ghi chú: appearances and goals include championship playoffs.